# 알라나 하임
알라나 하임(영어: Alana Haim, 1991년 12월 15일 ~ )은 미국의 가수, 배우이다. 밴드 하임의 일원이다. 폴 토머스 앤더슨의 2021년 영화 《리코리쉬 피자》를 통해 배우 데뷔했으며, 이를 통해 영국 아카데미 여우주연상, 골든 글로브상 뮤지컬코미디 부문 여우주연상, 크리틱스 초이스 어워드 여우주연상 후보에 올랐다.

## 출연 작품
- 리코리쉬 피자 (2021) - 알라나 케인 역
- 원 배틀 애프터 어나더 (2025)
- 더 드라마 (미정)
- 더 마스터마인드 (미정)